# Nomada minor
Nomada minor är en biart som beskrevs av Gmelin 1790. Nomada minor ingår i släktet gökbin, och familjen långtungebin. Inga underarter finns listade i Catalogue of Life.